# Victorinus Pingel
Johan Victorinus Pingel (født 25. februar 1834 i København, død 18. maj 1919 smst) var skolemand og politiker, søn af geolog Christian Pingel.
Victorinus Pingel fødtes i København 1834, gik i det von Westenske Institut 1841-1850, tog sin artium med udmærkelse 1850 og ligeledes sin filologisk-filosofiske eksamen 1851, studerede derefter filologi og tog den filologisk-historiske embedseksamen med udmærkelse 1858. Men allerede forinden havde han, som han selv siger, følt, "at han var kommen ind paa en for hans Individualitet falsk Vej", idet han havde større interesse for naturvidenskaben; og det var blot for at afslutte sit allerede vidt fremskredne studium, at han tog den nævnte eksamen. Hans held ved denne bragte ham på den tanke at ville dele sin tid mellem naturvidenskabelige og filologiske studier; men efterhånden indså han, at dette ikke lod sig gøre, og efter at han havde fyldestgjort den forpligtelse, han mente at have pådraget sig ved at modtage en lod af det Smithske Stipendium, i det han skrev en afhandling De gigantibus fabularum Græcarum disputatio og forsvarede den for den filosofiske doktorgrad 1864, kastede han sig en tid udelukkende over geologien. Han havde virket som lærer i græsk og historie ved von Westens Institut 1854-64, men opgav nu også dette og deltog 1865-1869 i bestyrelsen af papirfabrikken Strandmøllen. Derefter vendte han dog atter tilbage til lærervirksomheden, blev 1871 konstitueret som lærer ved Metropolitanskolen og udnævnt til overlærer ved samme 1882. I skoleprogrammet 1874 skrev han Kritiske Anmærkninger til Herodot. Han havde en meget vækkende og dannende indflydelse på sine disciple; men hans frisindede anskuelser på det religiøse og politiske område vakte anstød hos det herskende parti, og da han ikke ville bøje sig, blev han afskediget 21. juni 1883. Senere genoptog han sine filologiske studier og skrev af og til småbidrag i tidsskrifter. Han bragte også spørgsmålet om den lærde skoles reform på bane 1878-79 ved et par småskrifter, deriblandt Om Hovedmanglerne ved den lærde Skole, i hvilke han ivrede for at indrømme græskerne en langt større rolle paa Latinens Bekostning; senere kom han dog bort fra denne anskuelse og stod dem nærmere, der ville indskrænke eller fjerne oldsprogene fra undervisningen i skolen.
V. Pingel arvede fra sin fader en stor interesse for geologi. Fra Københavns nu nedlagte sandgrave ved Jagtvej har han indsamlet værdifulde suiter af eocæne forsteninger i løse blokke, og ved foredrag og i tidsskriftsartikler (Tilskueren, Studentersamfundets småskrifter) søgte han at vække interesse for denne videnskab i de brede lag. Ved hans varme anbefaling i Folketinget blev Danmarks geologiske Undersøgelse kaldt til live i 1888, og han var medlem af Kommissionen til Danmarks geologiske Undersøgelse til 1897.
Med det politiske liv kom V. Pingel først i berøring, da han i vinteren 1879-1880 i en række artikler i Morgenbladet (senere udgivne som Nogle Bladartikler om politiske og filosofiske Æmner) tog til orde for "det litterære Venstre" imod Carl Ploug og meget skarpt dadlede hans og det nationalliberale partis politik i den slesvigske sag. 1882 optrådte han som taler ved et stort møde af studenter og Venstrerigsdagsmænd og var samme år med at stifte Studentersamfundet; var dets første formand 1882-1884 og medbestyrer af dets arbejderundervisning 1883-1890. Da han 1883 havde været tilstede ved et møde, som de tyske socialistførere holdt i København, og han senere nægtede at forpligte sig til større mådehold i sine offentlige udtalelser, blev han afskediget og helligede sig nu helt politik. Han var samme år medstifter af Københavns liberale Vælgerforening og blev medlem af dens bestyrelse indtil 1891; valgtes 1884 i Århus til Folketingsmand og genvalgtes indtil 1892, da han ikke ville søge genvalg. Han hørte oprindelig til Venstres radikale fløj under Viggo Hørup, men nærmede sig tidlig til flertallet under Christen Berg og hørte fra 1887 til Det Forhandlende Venstre. Som politiker var han afgjort idealist og kunne af sin stemning lade sig henrive til overmåde skarpe udtalelser mod Ministeriet Estrup og dets tilhængere, men veg heller ikke tilbage for at sige sine partifæller alvorlige sandheder. Han tog varmt til orde for videnskabelige formåls fremme. Han forblev ugift.